# Золотая медаль имени Ю. А. Гагарина
Золотая медаль имени Ю. А. Гагарина — медаль Международной авиационной федерации (FAI), учреждена в 1968 году. Вручается космонавтам и астронавтам за вклад в освоение космоса.

## Лауреаты
- 1968 год — Георгий Тимофеевич Береговой ( СССР)
- 1969 год — Чарлз Питер Конрад ( США)
- 1970 год:
  - Виталий Иванович Севастьянов ( СССР)
  - Андриян Григорьевич Николаев ( СССР)
- 1971 год:
  - Алексей Станиславович Елисеев ( СССР)
  - Владимир Александрович Шаталов ( СССР)
- 1972 год — Джон Уоттс Янг ( США)
- 1973 год — Алан Бин ( США)
- 1974 год — Эдвард Джордж Гибсон ( США)
- 1975 год
  - Валерий Николаевич Кубасов ( СССР)
  - Вэнс Бранд ( США)
  - Дональд Кент Слейтон ( США)
- 1976 год — не вручалась
- 1977 год — не вручалась
- 1978 год:
  - Александр Сергеевич Иванченков ( СССР)
  - Владимир Васильевич Ковалёнок ( СССР)
- 1979 год — Валерий Викторович Рюмин ( СССР)
- 1980 год — не вручалась
- 1981 год — Джозеф Хенри Энгл ( США)
- 1982 год — Томас Кеннет Маттингли ( США)
- 1983 год — Роберт Криппен ( США)
- 1984 год — Фредерик Хэмилтон Хаук ( США)
- 1985 год — не вручалась
- 1986 год — Владимир Алексеевич Соловьёв ( СССР)
- 1987 год — Юрий Викторович Романенко ( СССР)
- 1988 год:
  - Александр Александрович Волков ( СССР)
  - Жан-Лу Кретьен ( Франция)
- 1989 год — Александр Степанович Викторенко ( СССР)
- 1990 год — Анатолий Яковлевич Соловьёв ( СССР)
- 1991 год — Майкл Ллойд Коутс ( США)
- 1992 год — не вручалась
- 1993 год:
  - Клод Николье ( Швейцария)
  - Ричард Освальд Кови ( США)
- 1994 год — Чарльз Фрэнк Болден ( США)
- 1995 год:
  - Майкл Лопес-Алегриа ( Испания)
  - Роберт Ли Гибсон ( США)
- 1996 год — Шеннон Матильда Лусид ( США)
- 1997 год — Майкл Колин Фоул ( США)
- 1998 год — Энди Томас ( США)
- 1999 год — не вручалась
- 2000 год — первый долговременный экипаж Международной космической станции:
  - Уильям Шеперд ( США)
  - Сергей Константинович Крикалёв ( Россия)
  - Юрий Павлович Гидзенко ( Россия)
- 2001 год — экипаж МКС-2:
  - Юрий Владимирович Усачёв ( Россия)
  - Сьюзан Джейн Хелмс ( США)
  - Джеймс Шелтон Восс ( США)
- 2002 год —
- 2003 год —
- 2004 год —
- 2005 год —
- 2006 год —
- 2007 год —
- 2008 год —